# Krater (posoda)
Krater (grško κρατήρ, kratēr, iz glagola κεράννυμι, keránnymi – 'mešati') je bila velika posoda v antični Grčiji, posebej namenjena mešanju vina in vode.

## Oblika in namen
Pri grškem simpoziju so bili kraterji vedno v sredini prostora. Bili so precej veliki. Ko so bili napolnjeni, jih ni bilo enostavno prenašati. Tako so mešanico vina in vode iz kraterja nosili z drugimi posodami. Homerjeva Odiseja  opisuje točaja, ki zajema vino iz kraterja na banketu, nato pa hodi sem in tja ter naliva vino gostom v pivske skodelice. Sodobna grška beseda, ki se uporablja za nerazredčeno vino, je krasi (κρασί), izvira iz krasis (κράσις, tj. 'mešanje') vina in vode v kraterjih.  Kraterji so bili v notranjosti glazirani, da je bila površina gline neprepustna za vodo, pa tudi iz estetskih razlogov, saj je bila notranjost zlahka vidna.

## Uporaba
Na začetku vsakega simpozija (grško symposium) so udeleženci izvolili "vodjo pivske druščine" (symposiarch – συμποσίαρχος). Nadziral je vinske služabnike in s tem stopnjo redčenja vina ter odločal, kako se bo spreminjala na zabavi, pa tudi kako se polnijo čaše. Polnjenje in praznjenje kraterja sta bili glavna naloga vodje na simpoziju. Bistroumni vodja je moral biti sposoben presoditi, kakšna je stopnja omamljenosti članov simpozija in zagotoviti, da je simpozij tekel gladko in brez pijanskih izpadov.

## Redčenje vina
Pitje nerazredčenega vina (ákratos) je v antični Grčiji veljalo za stranpot, dovolj za opredelitev pivca kot pijanca in nekoga, ki se ne zna zadržati. Antični pisci omenjajo, da je bilo razmerje mešanja vina z vodo 1 : 3 najprimernejše za daljši pogovor, razmerje 1 : 2 za zabavo in 1 : 1 samo za orgiastično veseljačenje, ki so si ga lahko privoščili zelo redko, če sploh. Ker bi take mešanice povzročile neprijetno in vodeno pijačo, če se je uporabljala za večino vina, pridelanega sodobno, je to v praksi v antiki povzročilo špekulacije, da je lahko staro vino pridelano z visoko alkoholno stopnjo in vsebnostjo sladkorja, na primer s pomočjo dehidriranega grozdja, in so ga bolj razredčili z vodo. Tako vino bi bolje preneslo tudi čas in nepredvidljive zaplete s prevozom. O starih metodah pridelave je znano le malo podrobnosti, zato ta teorija, čeprav verjetna, še vedno ni dokazana.

## Oblike kraterjev

### Stolpasti krater
Ta oblika je nastala v Korintu v 7. stoletju pr. n. št., vendar so jo prevzeli Atenci. Krater je poslikan s črno figuro. Veliki so bili od 35 cm  do 56 cm in so bili običajno razdeljeni v tri dele: trup/rame, podstavek in vrat/pitnik/ rob. Ročaji so se šteli posebej. 

### Čašasti (kaliks) krater
Ti so med največjimi, delal jih je lončar Eksekias s črno figuro, čeprav so v resnici skoraj vedno videti v rdeči. Spodnji trup je oblikovan kot cvetna čaša, noga je stopnjevana. Psikter (grško ψυκτήρ – hladilec) je po obliki in slogu podoben, morda sta bila narejena kot komplet. Čašasti krater je vedno  narejen z dvema kvišku stoječima ročajema, nameščenima na nasprotnih straneh spodnjega dela trupa. 

### Krater z volutami
To vrsto kraterja določajo spiralno oblikovani ročaji, ki so jih izumili v Lakoniji v zgodnjem 6. stoletju pr. n. št, nato so jih sprejeli tudi atiški lončarji. Izdelovali so jih Grki v Apuliji do konca 4. stoletja pr. n. št. Njegova oblika in način izdelave sta podobna stolpastim kraterjem, vendar so ročaji drugačni: najprej je moral lončar narediti dve stranski spirali – voluti kot okrasna diska, nato je pritrdil dolgo tanko ploščo iz gline okoli njih in tako ustvaril boben s stranskimi robovi. Ta trak bi se nato nadaljeval navzdol do dna držala, kjer je moral lončar odrezati lok v glini v obliki črke U pred pritrditvijo ročaja na trup posode. 

### Zvončasti krater
Ta oblika je videti kot obrnjen zvon. Vsi zvončasti kraterji imajo rdeče figure.
- Stolp
- Kaliks
- Voluta
- Zvon

## Kovinski krater
Po mnenju večine znanstvenikov keramični kraterji posnemajo oblike, prvotno namenjene za kovinsko posodo; ta je bila pogosta v antiki, vendar je malo ohranjenih, saj je kovina bolj neobstojna. Enega največjih in najbolj znanih kovinskih kraterjev iz antike je imel samoški tiran Polikrat, enega pa je Krez namenil delfskemu preročišču. Ohranjenih je nekaj arhaičnih bronastih kraterjev (pogosto samo njihovi ročaji), skoraj izključno volutnih. Izdelovali so jih v glavnem v Šparti, Argosu in Korintu na Peloponezu. V klasičnem obdobju je bil volutni še vedno zelo priljubljen skupaj s čašastim. Poleg korintskih delavnic je bila ena verjetno v Atiki. Odlične volutne in čašaste kraterje so našli v makedonskih grobovih iz 4. stoletja pred našim štetjem. Med njimi je pozlačen krater iz Dervenija, ki je izjemno izdelan. Bronasti krater iz Vixa, ki so ga odkrili v keltskem grobu v osrednji Franciji, je največji znan grški krater, velik 1,63 m  in je težji od 200 kg. Drugi so iz srebra in so bili preveč dragoceni, skušnjava za tatove, in niso ohranjeni. 
- Krater iz Vixa
- Krater iz Dervenija

## Ornamentalni kamniti krater
Kraterji iz okrasnega kamna so znani iz helenističnih časov, najbolj znana je Borghesova vaza iz penteliškega marmorja in marmorna medičejska vaza. Po ponovnem odkritju teh kosov so njihovi ponaredki pogosto krasili vrtove v baročnih in  neoklasičističnih obdobjih. Francoski umetnik in krajinski arhitekt Hubert Robert je Borghesovo vazo posamezno in skupaj z drugimi kamnitimi kraterji uporabil pri več svojih delih.